# Huize De Koekamp
Huize De Koekamp is een laat-18e-eeuwse buitenplaats in de Nederlands Limburgse plaats Munstergeleen. Het landhuis lag aanvankelijk in het graafschap Geleen en Amstenrade en van 1794 tot 1808 in de gemeente Geleen. Toen in 1808 de Geleenbeek de gemeentegrens ging bepalen ging het landgoed over naar Munstergeleen.
Het carrévormig complex wordt tegenwoordig door een boomgaard gescheiden van de weg van Geleen naar Puth. Ten westen van het complex stroomt de Geleenbeek die de grens vormt tussen De Koekamp en Geleen.

## Geschiedenis
Het landhuis werd in 1781-82 gebouwd in opdracht van de succesvolle advocaat en latere rechter Jan Joseph Frederik Meyer uit Munstergeleen en werd genoemd naar het terrein waarop het werd gebouwd.
Alhoewel volgens sommige bronnen het complex al na vijftig jaar in slechte staat zou hebben verkeerd, is het landhuis vrijwel in originele staat bewaard gebleven. Inmiddels is De Koekamp een rijksmonument in Munstergeleen. Het wordt particulier bewoond en is niet openbaar toegankelijk.

## Eigenaren van het landhuis
| Jaar      | Eigenaar                                            | Opmerking                                                                                |
| --------- | --------------------------------------------------- | ---------------------------------------------------------------------------------------- |
| 1781-1782 | Jan Joseph Frederik Meyer                           | advocaat en opdrachtgever voor de bouw van Huize Koekamp                                 |
| 1810      | Nicolaas Gozewijn Joseph de Wynandts                | advocaat te Oud-Valkenburg                                                               |
| 1826      | Willem Jacob Strengnart                             | tevens eigenaar van landgoederen Abshoven en Watersley                                   |
| 1830      | Weduwe en schoondochter van Willem Jacob Strengnart | verhuurde het landgoed; de familie bleef eigenaar tot 1877                               |
| 1858      | Frans Ferdinand Joseph Hubert Russel                | huurder van De Koekamp waar hij een bierbrouwerij vestigde                               |
| 1877      | Joseph Pijls                                        | werd later burgemeester van Munstergeleen en runde een leerlooierij in De Koekamp        |
| 1900      | Nicolaas Maximiliaan Jacob Hubert Haan              | in 1832 geboren op huis Millen                                                           |
| 1902      | Maria Wilhelmina Clara Haan                         | erfde De Koekamp van haar overleden vader                                                |
| 1931      | Familie Strens                                      | kochten De Koekamp en vestigden een fruitbedrijf                                         |
| 2023      | Familie Hamersma                                    | kochten De Koekamp met huisnummer 1                                                      |
| 2023      | K.R.P. (Kris) Van Doorsselaere                      | erfde De Koekamp met huisnummer 3 van de in 2022 overleden L.E.O.M. (Louis / Lou) Strens |

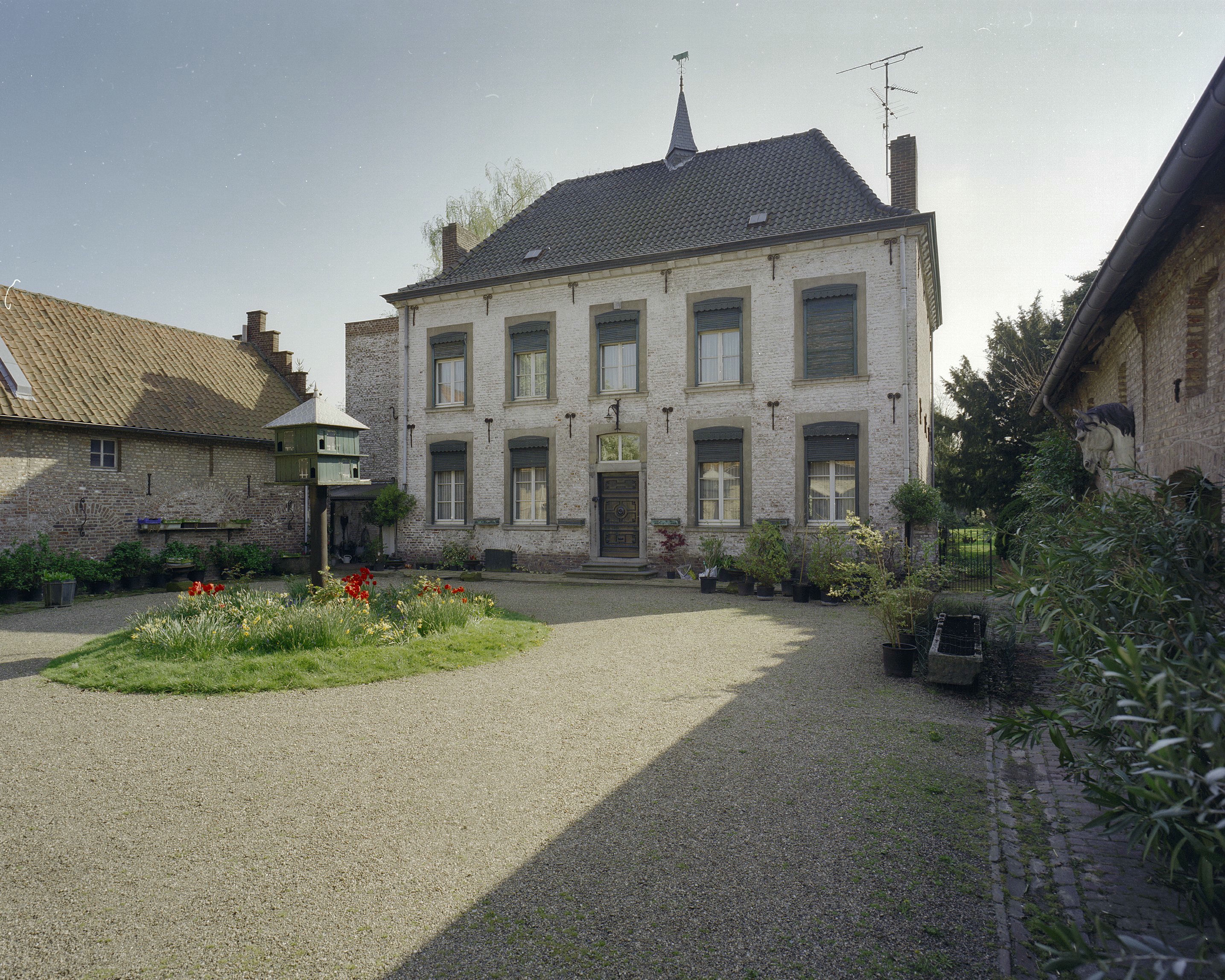
Hofzijde
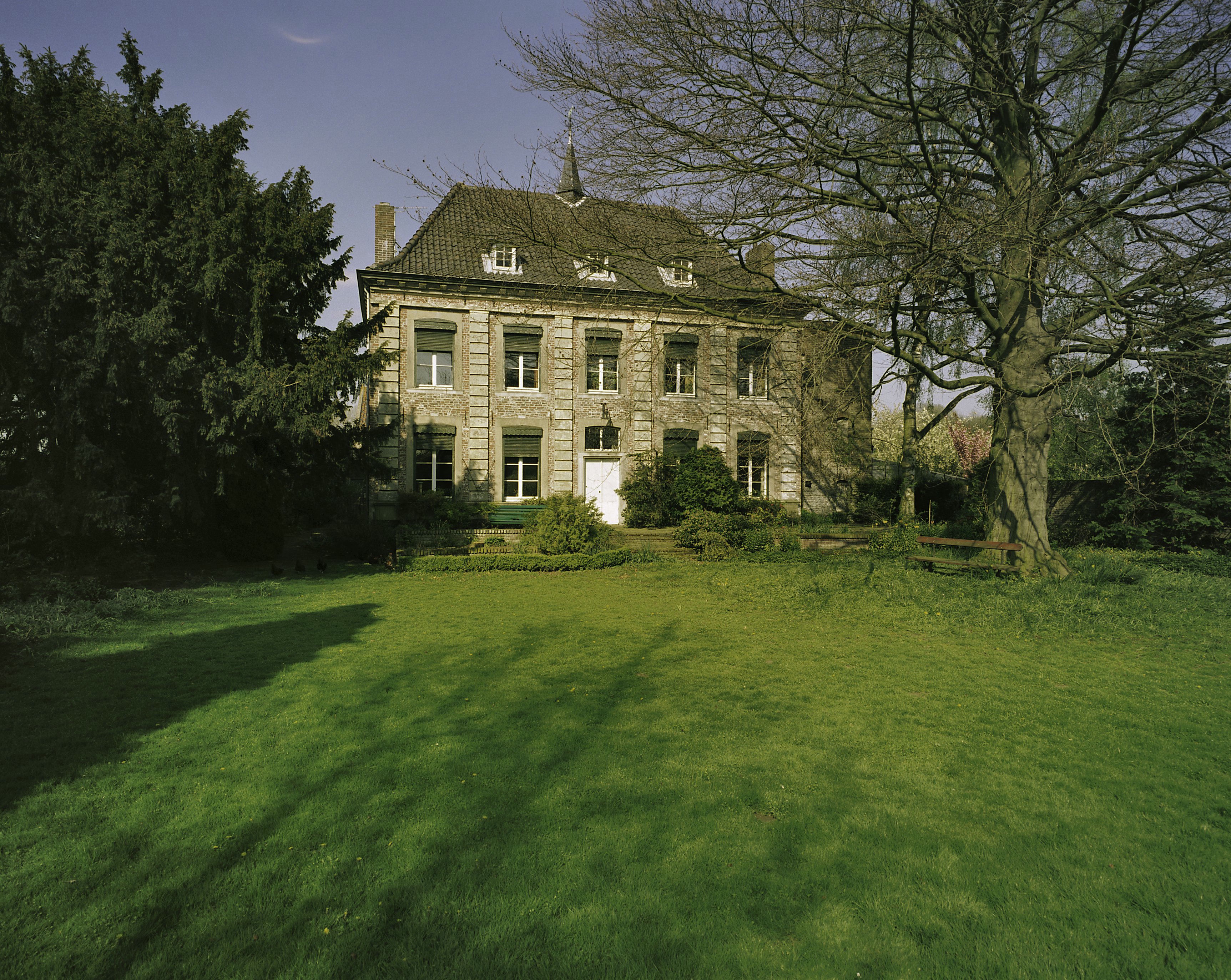
Tuinzijde
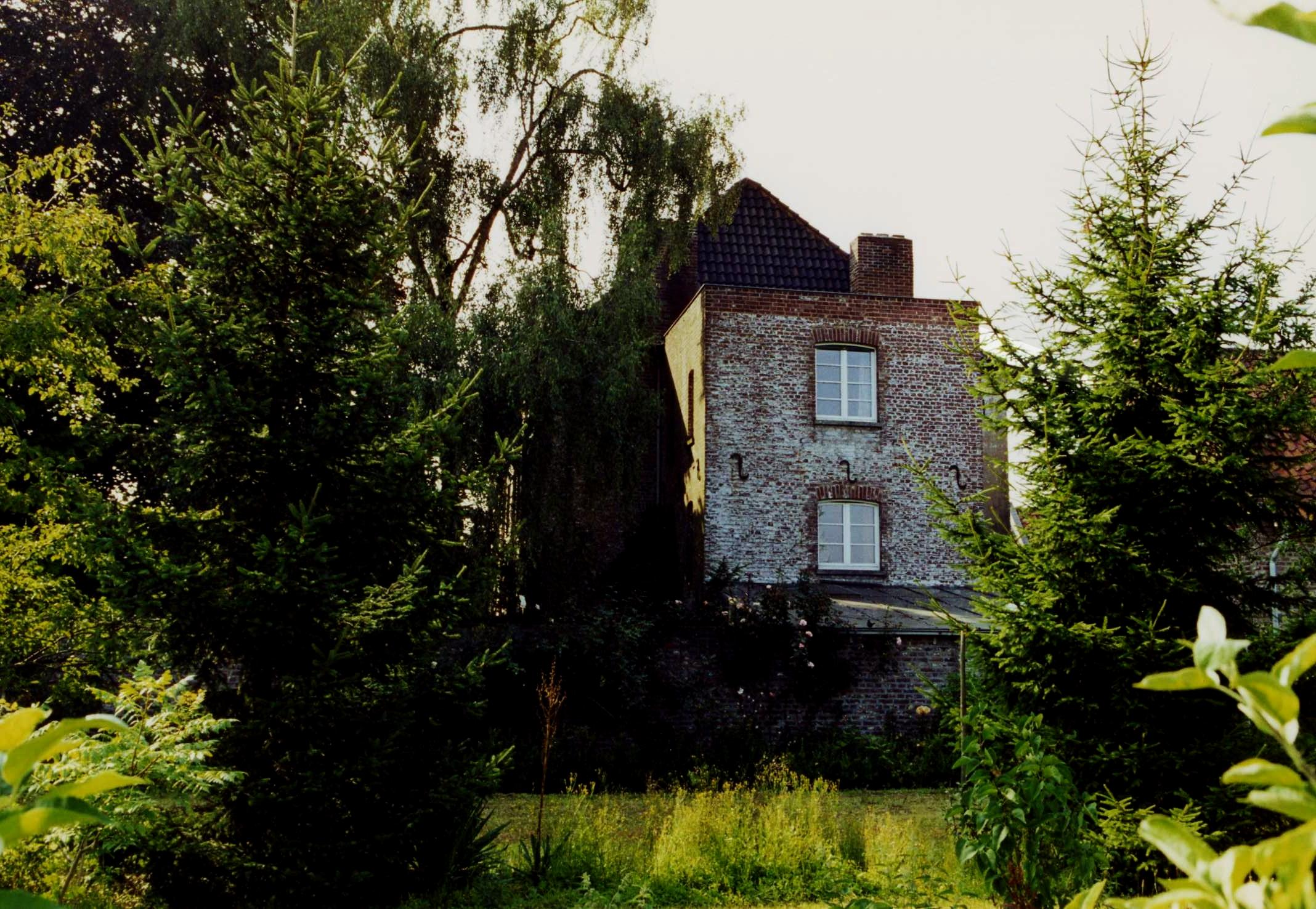
Zijgevel
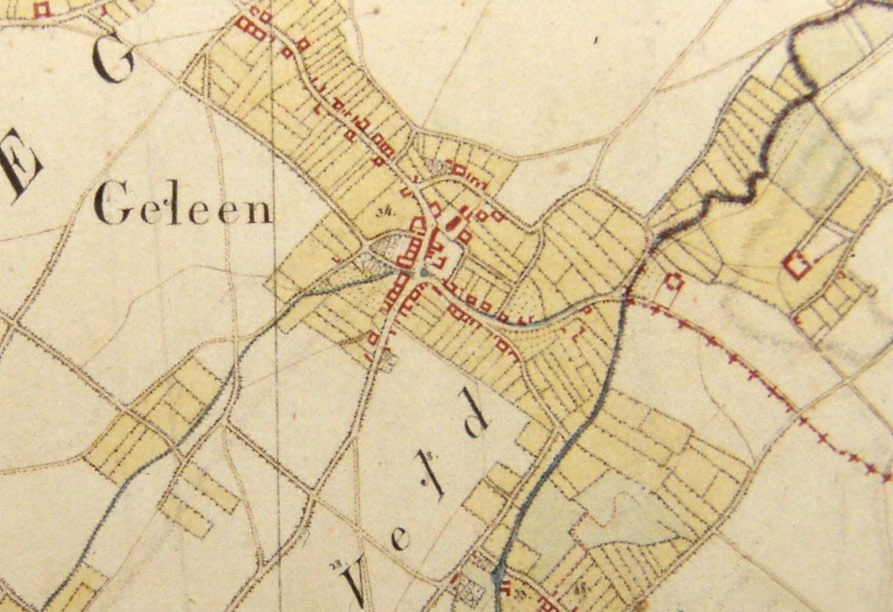
Tranchotkaart van Geleen uit 1802. De rode vierkant rechts geeft de locatie van Abshoven aan. Links hiervan Huize de Koekamp.